# Apikal (Linguistik)
Ein Apikal ist ein Phon (Sprachlaut), der durch Blockieren des Luftstroms mit der Zungenspitze (dem Apex linguae) gebildet wird. Er unterscheidet sich von den laminalen Konsonanten, die dadurch gebildet werden, dass der Luftstrom durch das Zungenblatt blockiert wird.
Im Internationalen Phonetischen Alphabet werden apikale Laute durch ein untergesetztes umgekehrtes Brückensymbol (◌̺, Unicode COMBINING INVERTED BRIDGE BELOW U+033A) gekennzeichnet.
Es ist keine besonders übliche Unterscheidung und wird nur bei Frikativen und Affrikaten verwendet. So haben viele Varietäten des Englischen entweder apikale oder laminale Paare von [⁠t⁠]/[⁠d⁠]. Einige Varietäten des Arabischen, das Hadramitische (Hadramautisch) eingeschlossen, realisiert das [t] als Laminal, das [d] hingegen als Apikal.
Das Baskische verwendet diese Unterscheidung bei den alveolaren Frikativen. Die nordchinesischen Dialekte bzw. das Hochchinesische verwenden dies bei postalveolaren Frikativen („Alveolo-palatal“- und „Retroflex“-Laute). Die Lilloeet-Sprache benutzt dies als Sekundärmerkmal, indem sie velarisierte und nicht-velarisierte Affrikate gegenüberstellt. Eine Unterscheidung zwischen Apikal und Laminal ist verbreitet in australischen Sprachen bei Nasalen, Plosiven und normalerweise auch bei den lateralen Approximanten.